# Wheeler–DeWitts ekvation
Wheeler–DeWitts ekvation är en ekvation som syftar till att kombinera allmän relativitet och kvantteori för att skapa kvantgravitation. Den skapades 1965 av John Wheeler och Bryce DeWitt. Rymden som ekvationen används i kallas av fysiker för superrymd, som är en matematisk samling för alla möjliga tänkbara universum.
I Wheeler-DeWitt-ekvationen finns varken tids- eller rymdaspekt. Detta har gjort att fysiker blivit tvungna att gå djupare in i tid-rymdfrågan. Genom det har vissa teoretiker kommit fram till att rymd och tid bara är produkter av något djupare.